# René Bidouze
Pour les articles homonymes, voir Bidouze.
René Bidouze (né le 2 décembre 1922 à Jurançon dans les Pyrénées-Atlantiques et mort le 13 novembre 2022 à Paris) est un syndicaliste français, dirigeant du mouvement syndical des fonctionnaires CGT.

## Biographie
Après ses études à l’EPS de Pau dans les années de l’entre-deux-guerres, âgé de 18 ans, il est instituteur détaché à l’Inspection académique des Basses-Pyrénées (département dénommé plus tard Pyrénées-Atlantiques).
À l’issue du service obligatoire aux Chantiers de la jeunesse, il est incorporé dans un convoi du service du travail obligatoire (STO), auquel  il échappe en simulant une maladie qui le fait reconnaître « inapte au travail en Allemagne ».
À la Libération, il est successivement secrétaire fédéral de l’Union de la jeunesse républicaine de France, issue de la transformation du mouvement de la jeunesse communiste auquel il a adhéré à l’âge de 14 ans, au temps du Front populaire et de la guerre d’Espagne, membre du bureau fédéral du Parti communiste français, puis secrétaire fédéral de 1950 à 1952.
Reçu au concours des contributions indirectes, il fait une carrière dans cette administration à Pau de 1942 à 1952  puis dans la région parisienne. Après avoir  passé le concours d’Inspecteur principal en 1959, il est  nommé directeur divisionnaire et terminera sa carrière en qualité de receveur divisionnaire des Impôts du département de l’Aisne. Il prend sa retraite administrative au début de 1981.
Dès son entrée dans l’administration, il milite activement au syndicat des contributions indirectes où il participe aux débats sur l’unité syndicale et sur les grandes réformes fondatrices de la fonction publique dans les années 1946-1948, représente la section des Basses-Pyrénées au congrès national et dans les fonctions de conseiller régional suppléant.
De 1958 à 1978, sans renoncer à sa collaboration à diverses commissions du PCF qui se poursuivra par la suite, il occupe  des responsabilités nationales dans le mouvement syndical des fonctionnaires CGT : secrétaire du Syndicat national des Contributions indirectes de 1958 à 1963, secrétaire général de la Fédération des finances de 1963 à 1970, secrétaire général de l’Union générale des fédérations de fonctionnaires (UGFF) de 1970 à 1978, membre de la commission exécutive de la CGT de 1969 à 1975. Il  anime dans les années 1964 une grande campagne de la CGT pour l’allègement de la fiscalité frappant les salariés.
En 1978, il met un terme à ses mandats syndicaux et se consacre à des travaux sur l’histoire du mouvement syndical des fonctionnaires, et à partir des années 1990, sur la Commune de Paris qui donnent lieu à publication de nombreux ouvrages et articles. Il est dans cette période vice-président de l’association des amis de la Commune de Paris (1871) et vice-président de l’association des juristes démocrates. Il est membre du conseil d’administration de Institut CGT d'histoire sociale depuis sa création en 1982.
Les circonstances de la vie politique le conduisent à exercer successivement, de 1981 à 1987, les fonctions de directeur du cabinet du ministre de la fonction publique et des réformes administratives, Anicet Le Pors, et de conseiller d’État en service extraordinaire, membre de la section des finances de cette institution compétente sur les textes statutaires de la fonction publique, et à assumer ainsi des responsabilités politiques et administratives dans le domaine de sa spécialité.

### Famille
René Bidouze est le mari d’Henriette Bidouze.

## Travaux
Pour rassembler et enrichir ses travaux, René Bidouze rédige une histoire de la politique salariale de l’État et de l’organisation des carrières des fonctionnaires sous le titre L’État et les fonctionnaires de la plume sergent-major à internet.

## Distinctions
René Bidouze est chevalier de l'ordre national de la Légion d'honneur.

## Anecdotes
Après dissolution des syndicats, le gouvernement de Vichy ayant installé ses services d’information au 10 rue de Solférino (ancien siège du Parti socialiste), en août 1944, un groupe de résistants  a exécuté sur place Philippe Henriot, porte-parole de la collaboration. Quelques jours plus tard, un groupe des FTP (Francs-tireurs et partisans) a repris possession de l’immeuble où la fédération des fonctionnaires CGT s’est immédiatement réinstallée jusqu’en 1978. Ces événements ont été marqués par une plaque commémorative fixée sur la façade en 1964. Dans l’exercice de ses responsabilités syndicales, René Bidouze a occupé de 1963 à 1970, le bureau dans lequel Philippe Henriot avait été exécuté.
Lors de la présentation du tome 2 du Maitron, le Dictionnaire biographique, mouvement ouvrier, mouvement social, Martine de Boisdeffre, directrice des Archives de France, a évoqué comme un scoop le fait que René Bidouze figure à la fois dans ce dictionnaire et dans celui du Conseil d'État.[réf. nécessaire]

## Pour approfondir

#### Sur le syndicalisme des fonctionnaires, la fonction publique, l’administration
- Les Fonctionnaires sujets ou citoyens ?
  - Tome I - Le Syndicalisme des origines à la scission de 1947-1948, préface d’Alain Le Léap, Éditions sociales, 1979.
- Les Fonctionnaires sujets ou citoyens ?
  - Tome II - Le Syndicalisme de la scission de 1947-1948 à avril 1981, Éditions sociales, 1981.
- Les Rémunérations dans la fonction publique, (en collaboration), La Documentation française, 1983.
- Histoire de la fonction publique en France, Nouvelle Librairie de France, 1993, ouvrage collectif sous la direction de Marcel Pinet, publié sous le patronage de la Direction générale de l'administration et de la fonction publique, dans le tome III, René Bidouze, La Troisième République (1870-1945).
- Fonction publique, les points sur les i, Éditions de la VO, 1995.
- Où va la fonction publique française ? Revue administrative[4], no 287, PUF, octobre 1995
- L’Évolution historique des fonctions publiques d’emploi et de carrière en France et dans le monde, Institut CGT d'histoire sociale, 2007.
- Histoire de la fonction publique et du Syndicalisme des fonctionnaires – Épisodes marquants Communications présentées de 2003 à 2008 dans 3 colloques de l’Institut CGT d'histoire sociale, Publication numérique sur le site calaméo[5]
- Les Services publics dans l’histoire sociale Conférence présentée le 3 mai 2011 à l’Institut CGT d'histoire sociale, 2011, Publication numérique sur le site calaméo[6]
- L’État et les fonctionnaires de la plume sergent-major à internet Une histoire de la politique salariale de l’État et de l’organisation des carrières des fonctionnaires

(Trois tomes : Tome I - Du XIXe siècle à la fin de la IVe République, Tome II - Des débuts de la Ve République à 1986, Tome III – Les fonctions publiques des 2 décennies 1986-2006). Publications numériques sur le site calaméo.

#### Sur la Commune de Paris
- Lissagaray la plume et l’épée, Éditions ouvrières collection « La part des hommes », 1991.

- 72 jours qui changèrent la cité. La Commune de Paris dans l’histoire des services publics, Le Temps des cerises, 2001.
- La Commune de Paris telle qu’en elle-même. Une révolution sociale aux avant-postes de la République, Le Temps des cerises, 2004, réédition dans collection « Documents historiques » chez le même éditeur en 2009.
- Guide des sources d’archives de la Commune de Paris et  du mouvement communaliste (1864-1880), Sous la direction de René Bidouze. (Amis de la Commune de Paris, Direction des Archives de France, Ville de Paris). Préface de Bertrand Delanoë, Documentation française, août 2007.